# 세타트

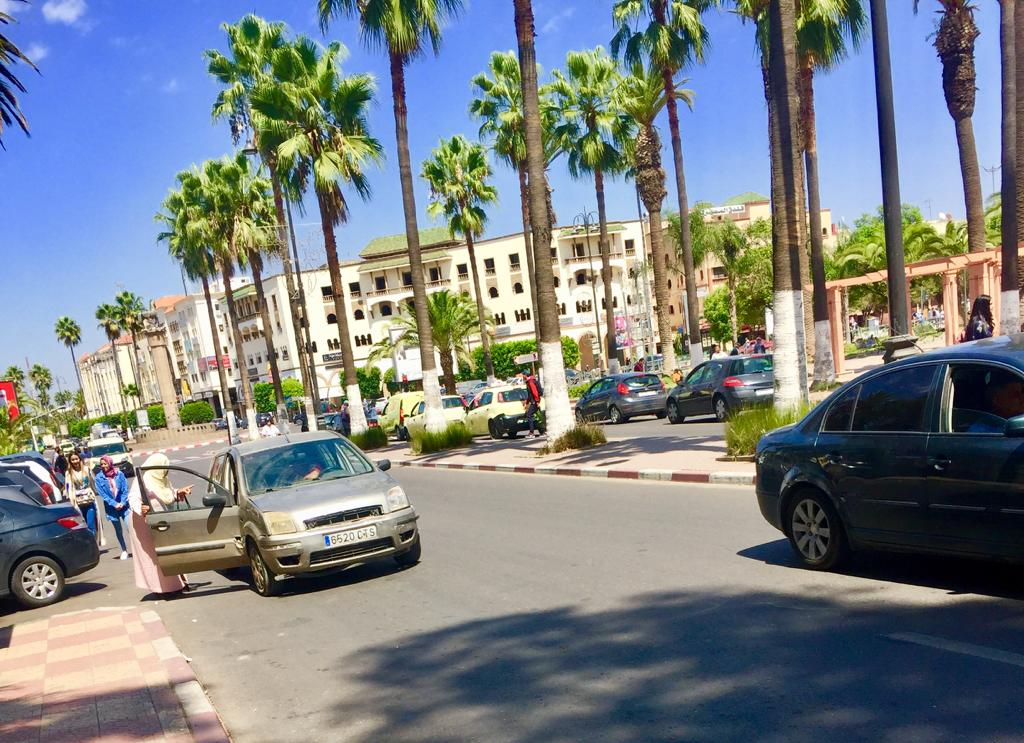

세타트(아랍어: سطات, Settat)는 모로코 샤위야와르디가 지방의 행정 중심지로, 라바트(모로코의 수도)와 마라케시 사이에 위치한다. 카사블랑카 남쪽에 위치하며 인구는 116,570명(2004년 기준)이다.